# Hoda Ali
Hoda Ali – pielęgniarka i aktywistka w obszarze przeciwdziałania okaleczaniu żeńskich narządów płciowych (FGM – Female Genital Mutilation) w Wielkiej Brytanii. Jej działania opierają się na edukacji i kampaniach społecznych.
Pracuje jako koordynatorka lokalnych działań społecznych w szkole podstawowej w Perivale – pierwszej takiej szkole, która wprowadziła program przeciwdziałania okaleczaniu żeńskich narządów płciowych. Ali główne narzędzie przeciwdziałania tej praktyce dostrzega w edukacji. Ofiarami praktyki okaleczania żeńskich narządów płciowych są przede wszystkim dziewczynki, stąd swoje działania edukacyjne rozpoczęła w lokalnej szkole.

## Życie i praca
Ali w wieku 7 lat została poddana w Somalii praktyce okaleczenia żeńskich narządów płciowych. Komplikacje po jej przeprowadzeniu przyczyniły się do wielu poważnych hospitalizacji 
i w efekcie doprowadziły do niemożliwości zajścia w ciążę oraz wywołały przedwczesną menopauzę. Prowadzi obecnie kampanie przeciw okaleczaniu żeńskich narządów płciowych poprzez włączanie w nią personel medyczny.
W 2014 roku utworzyła „Vavengers”, grupę mająca na celu edukację i podnoszenie świadomości na temat okaleczania żeńskich narządów płciowych. Jej pierwszym wydarzeniem, jakie stworzyła, była kampania bilbordowa w Islingotn i Ealing, pod tytułem „It happens here” („To się wydarzyło tutaj”). Kampania ta wygrała konkurs CLIO dla kampanii roku 2015 i w imieniu agencji Ogilvy Mather odebrała nagrodę w Nowym Jorku.
W marcu 2018 roku została nominowana na Obrończynię Praw Człowieka przez Amnesty International i pojawiła się na mapie ducha sufrażystek, tworzoną przez tę organizację.
Jest członkiną zarządu organizacji 28TooMany, której celem statutowym jest badanie i edukacja w zakresie przeciwdziałania okaleczeniu żeńskich narządów płciowych w państwach afrykańskich, w których stosowana jest ta praktyka, jak również w środowiskach diaspory na całym świecie.

## Media
W 2013 roku Ali pojawiła się filmie dokumentalnym “The Cruel Cut” („Okrutne cięcie”) dotyczącym praktyki okaleczenia żeńskich narządów płciowych, przedstawiony przez psychoterapeutkę i aktywistkę Leylę Hussein. Film był nominowany do nagrody BAFTA.